# Haplophthalmus unituberculatus
Haplophthalmus unituberculatus är en kräftdjursart som beskrevs av Albert Vandel1955. Haplophthalmus unituberculatus ingår i släktet Haplophthalmus och familjen Trichoniscidae. Inga underarter finns listade i Catalogue of Life.